# Pfarrkirche Kaisersteinbruch

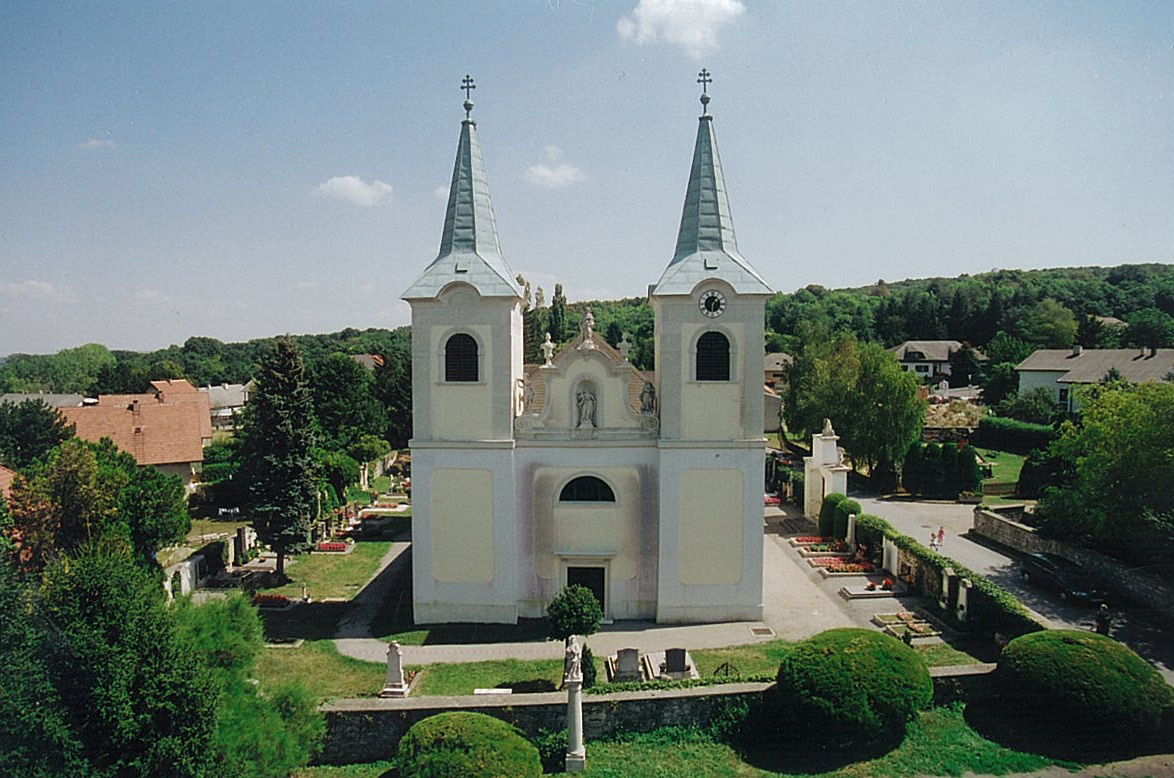
Pfarrkirche Kaisersteinbruch, Westfassade samt Friedhof

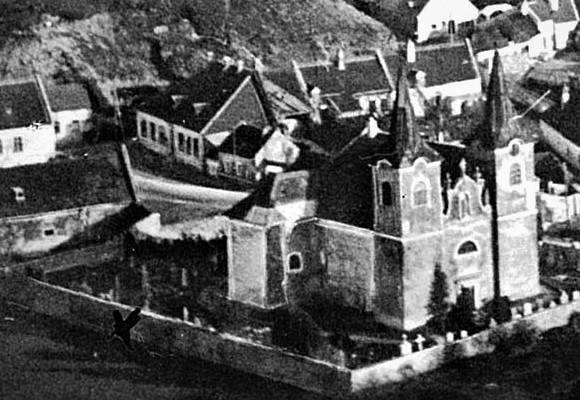
Luftaufnahme des Ortes, der Kirche, Anfang 20. Jh.

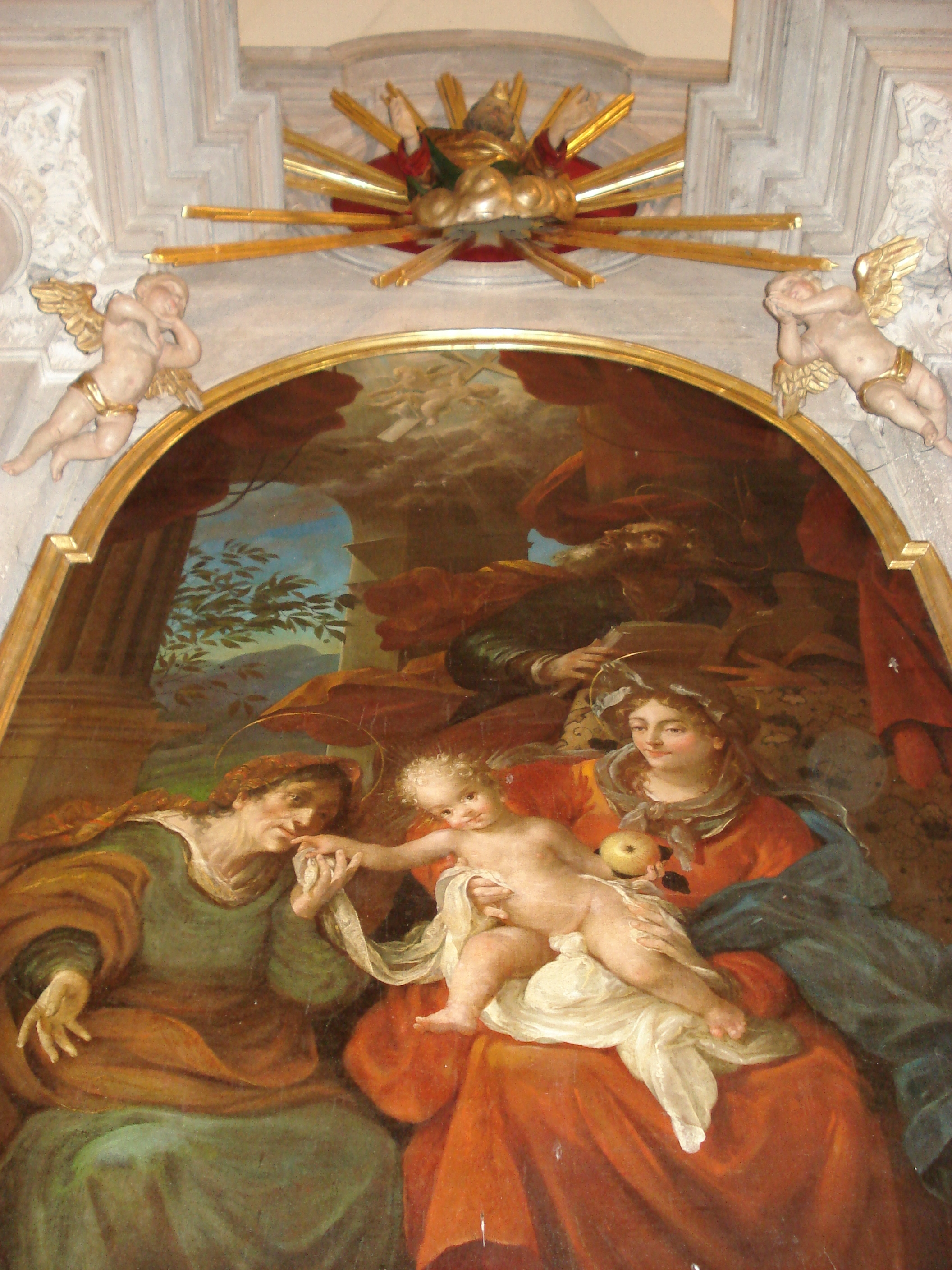
Bild des Hochaltares

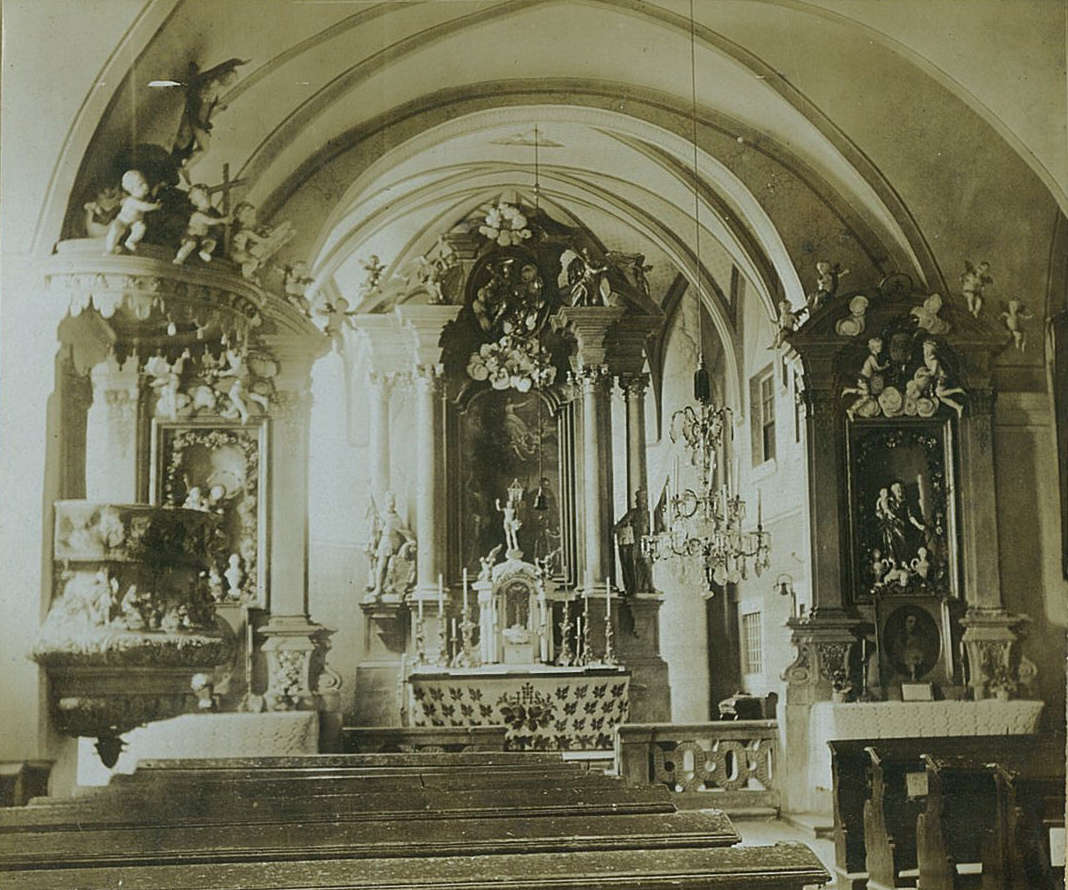
Altarraum, Foto von P. Wolfgang Diesner (1924)

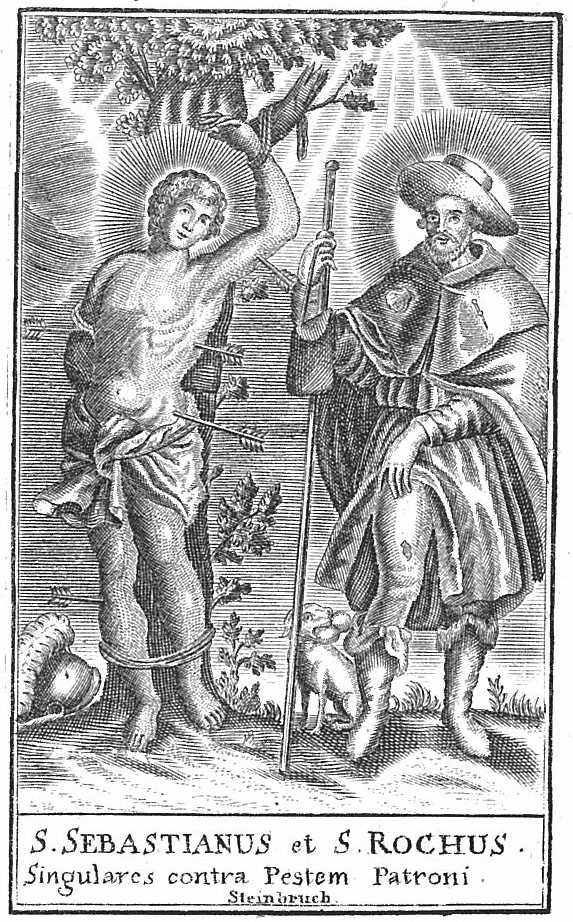
Andachtsbild der Wallfahrtskirche, 17. Jh.

Die Pfarrkirche Kaisersteinbruch ist eine denkmalgeschützte, 1652 geweihte, römisch-katholische Pfarrkirche in der Katastralgemeinde Kaisersteinbruch der Großgemeinde Bruckneudorf im Bezirk Neusiedl am See im Burgenland. Sie ist den Pestheiligen Rochus und Sebastian geweiht und die ehemalige Zunftkirche des Handwerks der Steinmetzen und Maurer in Kaisersteinbruch. Sie gehört zum Dekanat Neusiedl am See, Diözese Eisenstadt.

## Geschichte
Der älteste bekannte Vorgängerbau war eine Kapelle, die wegen Vergrößerung des Kapellenbruches abgerissen wurde. In diesen Jahren wurden die Bewohner seelsorglich von den Nachbarpfarren Winden am See und Sommerein betreut. Daher befinden sich die Epitaphe der Steinmetzmeister Alexius Payos von 1591 und Cyprianus Novoalas von 1595 (derzeit im Museum Mannersdorf) an der Sommereiner Kirche.
1617, als im kaiserlichen Steinbruch am Leithaberg und in umliegenden Orten die Pest grassierte, leisteten Steinmetzen das Gelübde, im Überlebensfall eine Kapelle zu errichten. Das Stift Heiligenkreuz als Grundherrschaft stellte das Grundstück zur Verfügung.
Im selben Jahr 1617 erhielt die Bruderschaft der Kaisersteinbrucher Meister den Status einer eigenständigen Viertellade, die der Hauptlade in Wiener Neustadt zugeordnet war. Zur Viertellade gehörte das Steinmetzhandwerk zu Sommerein (bis 1783, dann zu Bruck an der Leitha) und Winden am See und Jois (bis zuletzt). Das kaiserliche Privileg der Handwerksordnung regelte sowohl das weltliche als auch das kirchliche Zusammenleben.

## Baubeginn
Am 21. November 1618 übergab die Kaisersteinbrucher Bruderschaft im Beisein von Pater Christoff Schwarzböck, Pfarrherr von Winden und zuständig für Steinbruch, dem Maurermeister von Ebenfurth Steffan Friedrich den Spannzettel, den Auftrag für genau bestimmte Bauarbeiten nach ihrem Plan. (Auszug) .. dass er seinen Zusagen nach die Sacristei und ein Gewelbl außerhalb der Khürchenthüre mache und die Khirchen pflastere, solches alles auf seine Unkosten .. unterfertigt von den Meistern Andre Ruffini und Ulrich Payos aus dem Steinbruch. An dieser Arbeit den 21. November empfangen einhundert Taler.

### Wohltäter der Kirche
Es gab einige besondere Stifter für das neue Gotteshaus. Der römische Kaiser, auch zu Ungarn und Böhmen König Matthias ließ zum Bau 50 Gulden reichen, den 16. August 1618; die römische Kaiserin Anna 20 Gulden, den 30. August 1618. Die „Hochfürstliche Majestät“, Erzherzog Maximilian zu Österreich (Bruder des Kaisers) desgleichen 20 Gulden, den 26. October 1618 und die königliche Majestät zu Ungarn und Böhmen, Erzherzog Ferdinand II. bewilligte ebenfalls 20 Gulden den 1. Dezember 1618. Nach 1623 stiftete die durchlauchtigste Frau Isabella, Herzogin von Friedland ein weißes, doppeltaftenes Messgewand und ein Alben.
Die italienisch-schweizerischen Maurer und Steinmetzen wandten sich 1624 an Kaiser Ferdinand II. mit der Bitte um eine eigene Handwerksordnung. Doch die deutschen Handwerker behielten ihre Freiheiten, die Italiener mussten die vorgeschriebene Ordnung akzeptieren. Ein Konflikt entstand, während die deutschen Steinmetze in Wien beim hölzernen Peter und Pauls-Altar zu St. Stephan feierten, war es in Kaisersteinbruch ein Altarbild mit Himmelfahrt Marias, der Dreifaltigkeit und den Pestheiligen Rochus und Sebastian.
Die Steinmetzbruderschaft forderte das Recht auf das Kirchengebäude und den Pfarrer ihrer Wahl zu bestellen, gegenüber dem Stift Heiligenkreuz ein. Ihr Argument war, dass sie mit ihrem gegebenen Geld und ihrer geleisteten Arbeitskraft die Bauherren seien. Sie hatten den Wiener Advokaten Dr. Rosei mit dieser Sache betraut – das Dokument ist erhalten. Die Zechrechnungen dieser Zeit sind allesamt verloren. Die Bruderschaft beschloss 1647, .. die Kirche und den Friedhof völlig zu verfertigen und auf eigene Kosten ohne Zutun und Willen Ihro Gnaden (Herr Abt), damit sie Jus patronus (Pfarreibesetzungsrecht) selbst behalten, benedicieren zu lassen.

### Kirchweihe
Die Kirchweihe erfolgte am 30. Juli 1652 durch Abt Michael Schnabel vom Stift Heiligenkreuz. Die Bruderschaft hatte ursprünglich Heinrich Wolter von Streversdorf, Weihbischof in Köln, Kurmainzer Rat und Rat des Erzherzogs Leopold von Österreich, darum gebeten. Seit 1645 sind Wallfahrten zur Kirche in den kaiserlichen Steinbruch bekannt.
Der Richter im Steinbruch, Hofbildhauer Pietro Maino Maderno, weitete das Recht, den Salva Guardia-Adler an den Häusern und in der Dorfmitte auf einer Holzsäule anzubringen, auf den Kirchturm aus und ließ dort den schwarzen Doppeladler aufmalen. Daraus entstand der „Adler-Streit“, der die gesamte Geschichte Kaisersteinbruchs prägte.

### Zerstörung durch Krieg
Während der Zweiten Türkenbelagerung im Juli 1683 wurden wie in anderen Orten der Umgebung alle Häuser samt den Kirchen in Brand gesetzt. Zwei Seitenaltäre, von Giorgio Regondi und Antonius Pery blieben erhalten und wurden von Sebastian Regondi und Johann Paul Schilck restauriert.

### Neuer Hochaltar

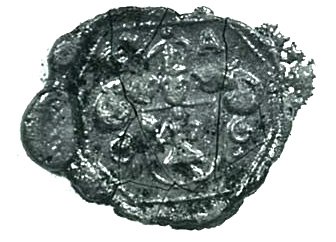
Siegel von Joh. Georg Aichner, Bildhauer zu Gumpoldskirchen

Elisabeth Cremserin, verwitwete Fleischhackerin, stiftete 1692 in ihrem Testament 400 fl für einen neuen Altar in der Kirche. Am 9. Mai 1692 erhielten Richter Ambrosius Ferrethi und Reichardt Fux den Betrag ausgehändigt. Der Altar wurde nicht neu erstellt, sondern kam von der Kirche zu Trumau. Er bestand aus Holz und wurde für die Kirche Kaisersteinbruchs künstlerisch ausgestaltet. Verträge wurden geschlossen: mit Johann Georg Aichner, Bildhauer von Gumpoldskirchen, neben der Tischler- und Bildhauerarbeit kamen zwei Statuen des Hl. Matthäus und der Hl. Elisabeth hinzu; mit Adrian Bloem, Wiener Maler, wegen eines Altarblattes und mit Heinrich Wildernt, Wiener Vergolder, wegen Fassung des Altares.

### Pfarrer Thomas Stocker von Wilfleinsdorf
Am 4. März 1708 verfasste der Wilfleinsdorfer Pfarrer Stocker ein umfangreiches, von ihm eigenhändig geschriebenes Testament. Darin bat er .. er will im Gottshaus S.S.Rochi und Sebastiani im Heil. Kreuzer Steinbruch begraben werden. Hierfür stiftete er auch 20 Gulden.

## Barockisierung
Nach dem endgültigen Sieg im Großen Türkenkrieg brach im Land eine noch nie dagewesene Bautätigkeit aus. Die Zeit der Belagerung und Zerstörung wurde abgelöst von einer Lebensfreude, die sich in einer völlig anderen Lebensweise ausdrückte. Wien wurde eine Stadt der barocken Architektur und übte im Heiligen Römischen Reich Deutscher Nation eine starke Sogwirkung auf Baufachleute aus. Johann Bernhard Fischer von Erlach verwirklichte all das im Gesamtkunstwerk der Wiener Karlskirche. Einer seiner Mitarbeiter, der im kaiserlichen Steinbruch tätige, aus dem Frankenland zugewanderte Steinmetz Elias Hügel verarbeitete diesen Geist und die Formen in seinen Steinaltären. Die Erweiterung und Barockisierung der nunmehr zweitürmigen Kirche nach den Plänen von Elias Hügel war 1745 abgeschlossen. Der Hochaltar wurde 1720 von der Steinmetzbruderschaft, die Seitenkapelle mit Kreuzaltar 1738 von Elias Hügel errichtet.

### Endgültiger Hochaltar
Auf einer Steintafel sind die Namen der Constructores eingemeisselt: Elias Hügel, Johann Paul Schilck, Johann Baptist Kral, Simon Sasslaber, Franz Trumler und Joseph Winkler. Für diese Wohltäter wurde bis ins 20. Jahrhundert in Gottesdiensten gebetet.

### „St. Maria“-Glocke
Am 22. April 1726 beschloss das Steinmetzhandwerk die Anschaffung einer größeren Glocke zu dem Geläute der Kirche. Beim Glockengießer Franz Scheichel in Wien beauftragten sie eine Glocke mit elf Centnern und bezahlten 627 Gulden. Die Bruderschaft übernahm davon freiwillig 267 fl. Die noch fehlenden 360 fl finanzierten die Meister Elias Hügel, Simon Sasslaber, Johann Baptist Kral, Joseph Winkler, Franz Trumler und Johann Baptist Regondi unter der Bedingung, dass die Glocke nur den Steinmetzmeistern und Gesellen geläutet werden solle, alle anderen müssen der Kirche 1 fl 45 kr bezahlen.
Zu Ehren der Allerheiligsten Jungfrau und Mutter Gottes Maria weihte Abt Gerhard vom Stift Heiligenkreuz als Grundherr am 27. Mai 1726 die St. Maria-Glocke. Erstmals ertönte das Geläute für Felix Freywiller.

### Inschrift von Elias Hügel
Die Kirchenrechnungen vieler Jahre sind im Heiligenkreuzer Archiv erhalten und geben Auskünfte, die besonders wichtigen Jahrgänge von 1738 bis 1745 sind verschwunden, die Eigenleistung der Steinmetzbruderschaft kann nicht nachvollzogen werden. Elias Hügel ließ auf seinem Epitaph die Worte einmeisseln
… DAS GOTTESHAUS VON SEINEM RUHM AUCH SPRECHEN – WO VON IHM ZWEY ALTÄR ZEICHNET UND ERBAUT …

### Kirchvater
Der Kirchvater, auch Kirchenvater, war ein gewählter oder bestellter Vertreter der Pfarrgemeinde, der mit dem Pfarrer gemeinsam das Materielle verwaltete, so die Kontrolle des Pfarrvermögens.
Sohn Michael
Einige Beispiele: 1672 Mathias Cremser, Fleischhauermeister, 1682 Jonas Fückhler, Fleischhauermeister, 1691 Reichardt Fux, 1738 Franz Abt, 1756 Andreas Kowalt, 1792 Bernhard Gehberger, Tischlermeister, 1825 Balthasar Arnt, Herrschaft Königshof, 1869 Joseph Amelin, 1932 Ludwig Markowitsch. Ohne Berufsangabe ist es ein Steinmetzmeister.

## Wallfahrtskirche
Die Gottesdienstordnung des 18. Jahrhunderts, und sicher auch einiger Jahrzehnte davor, zeigt eine häufige Abfolge von ankommenden und ausgehenden Prozessionen. Nach Kaisersteinbruch kamen die Pilger von Winden am See, Breitenbrunn am Neusiedler See, Höflein, Wilfleinsdorf, Sommerein, Göttlesbrunn, Reisenberg, Trautmannsdorf, Rohrau, Bruck an der Leitha, Purbach und Wien.

### Neusiedler Wallfahrt
Die Wallfahrt von Neusiedl am See nach Kaisersteinbruch erfolgte am 17. August. Es war ein „Pestversprechen“, seit 1645.
:.. so musste man die Zustimmung der Bruderschaft in Neusiedl einholen, als man daran ging, die Wallfahrt nach Kaisersteinbruch vom Rochustage auf den nachfolgenden Sonntag zu verlegen. Nachdem die Gemeindevertretung und die Bruderschaft zugestimmt hatten, ging man erst am Sonntag nach dem Rochustag (17. August). Demnach war Kaisersteinbruch ein wichtiger Wallfahrtsort wegen der Pest, Rochus war Pestpatron. Der Andrang am Rochustag war so groß, dass die Neusiedler die Wallfahrt um eine Woche verschoben. Rittsteuer schreibt von der Neusiedler Rosenkranzbruderschaft, die sich 1673 an der Prozession nach Kaisersteinbruch beteiligte und mitzog.

### Wallfahrt der Herrschaft Rohrau
Die Herrschaft Rohrau hielt Wallfahrten zur Rochus-und-Sebastian-Kirche im kaiserlichen Steinbruch am Leithaberg ab – so 1746 wegen einer Viehseuche. Diese wurden von Mathias Haydn, Wagnermeister und Marktrichter von Rohrau organisiert. Er war Vater zweier berühmter Söhne, Joseph und Johann Michael. Beide Knaben erhielten dabei erste musikalische Eindrücke bei der großen Kirchenmusik, für die die Prozession nach Kaisersteinbruch berühmt war.
Specifikation – denen auf Verspeisung der Geistlichkeit und deren Richtern in Kayser-Steinbruch ergangenen Unkosten Anno 1746. Erstlichen 20 Pfund Rindfleisch, 1/2 Pfund Butter, Milchrahm und Semmel .. für das gehaltene Hoch Ambt dem Herrn Pfarrer zu Göttlesbrunn, einem Pater Capuziner für eine Hl. Messe, dem Herrn Pfarrer zu Scharndorf, dem Herrn Geistlichen zu Haslau, für die Opferkerzen, denen Kirchenvätern und Fahnentragern zu Rohrau, denen Hollernern, denen Schönabrunnern, denen Haslauern, denen Göttlesbrunnern, denen Scharndorfern .. denen Hausleuten in Steinbruch in deren Behausung die Verspeisung geschehen, und selbige Holz und Kuchlgeschirr hergeben, der Köchin und andere kleine Unkosten .. gesamt 13 Gulden 55 Kreuzer.
Aus dem Meierhof: 4 Gänse, 8 Händl und 20 junge Tauben. Unterschrift Mathias Haydn Marktrichter.

### Brucker Prozession
Die Brucker Prozession, seit 1721 nachweisbar, fand immer am 20. September zu Matthäus statt. Die Rosenkranzbruderschaft veranstaltete am 17. August Wallfahrten nach Kaisersteinbruch. Diese wurden aufgrund eines Gelübdes vom Jahre 1645 wegen der Pest gemacht. Am Rochus-Tag im August muss der Andrang so groß gewesen sein, dass die Neusiedler ihre Prozession auf den nachfolgenden Sonntag oder um eine Woche verschoben.

## Geistliche Bruderschaften

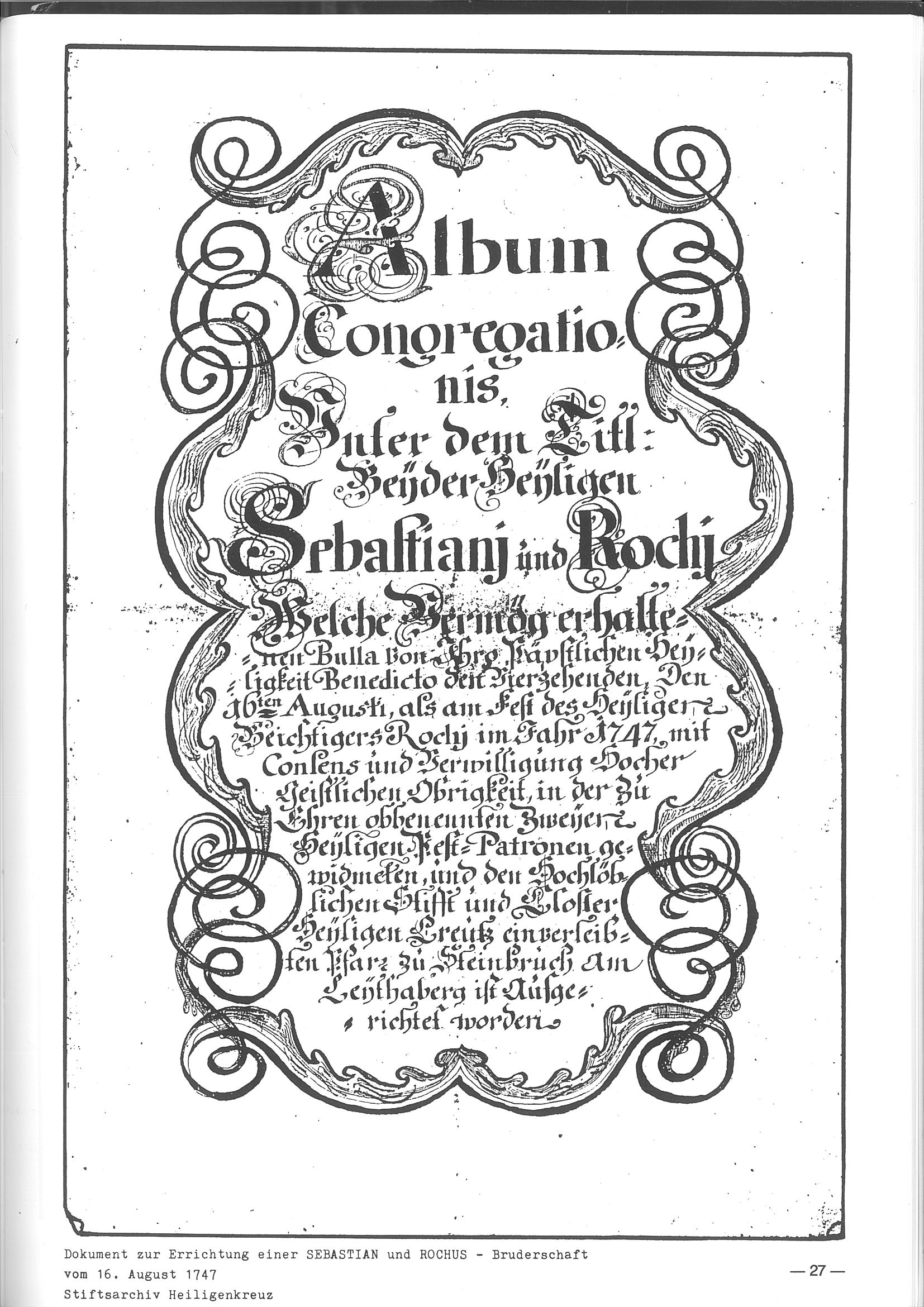
St. Sebastian und Rochus Bruderschaft

### St. Rochus und Sebastian Bruderschaft
Die Gründung erfolgte am 16. August 1747 (Rochus-Tag) in Kaisersteinbruch. Steinmetzmeister Franz Leopold Winkler war der Verwalter und führte das Bruderschafts-Rechnungsbuch, Einnahmen aus den Bruderschafts-Weingärten, Bezahlung des Pfarrers etc.

#### Weingärten in Purbach
Am 6. Feb. 1748 berichtete die Pfarre Abt Robert Leeb von der neugegründeten St. Rochus und Sebastian Bruderschaft, stellte das Ansuchen einer neuen Meß-Ordnung. Herr Maximilian Kayser, Leinenweber zu Waizenkirchen in Oberösterreich, stiftete 2 Weingärten in Purbacher Gebiet liegend, ihm und seiner Familie zu ewigen Zeiten das Jahr hindurch 4 hl. Messen lesen zu lassen.
Im Weingart Gwöhr Protocoll über den Markt Purbach, anno 1760 findet man folgende Eintragungen: Nr. 167 Jacob Rück, Purbach, neben der Sct. Rochus u. Seb. Zech Bruderschaft in Kayser Steinbruch, zuvor der Math. Rück u. Maria.
In den „Bergbüchern von der Herrschaft Eisenstadt aus dem Jahre 1767“ scheinen auf:Nr. 166 Sebastiani Bruderschaft, 1/4, 1 Achtel, 1 Sechszehntel, 1/2 Pint. Dieser Weingarten lag in der „Schön–Hut“ (Weingartenriede). Nr. 515 Sebastiany Bruderschaft in Kayser Steinbruch, öd. Dieser Weingarten lag in den „Jungen Edlgräbern“.
Ferner gibt es noch ein Verzeichnis aller Rieden, daraus einige Eintragungen: „Bruderschaft St. Rochus und Sebastian, Folio 474“ und „Die St. Rochi et Seb. Bruderschaft in Kays. Steinbruch am Leithaberg“.

### Bruderschaft der Hl. Christenlehre
Die Bruderschaft der Heiligen Christenlehre wurde laut Päpstlichen Bullen Paul V., aus Befehl des Bischofs von Raab Franz, Graf von Zichy, unter dem Schutz des Hl. Joannis Francisci Regis von der Gesellschaft Jesu, mit der Wahl der offiziellen Amtsträger und Ablegung des Glaubensbekenntnisses, zu Kayser-Steinbruch am 19. März 1760 gegründet. Einige Beispiele: Rektor: der edle Herr Martin Klempay, kayserl. königl. Dreißigst-Gegenhandler; Vize–Rektor: Johann Michael Strickner, herrschaftlicher Richter hier; Sekretär: Johann Baptist Regondi, Assistent: Johann Gehmacher, Petrus Zierl.
Ausfrager und Ausfragerin wurden erwählt und eingesetzt
Scharen deren Knaben, deren jungen Gesellen, deren verheirateten Männer (jeweils 3)
Scharen deren Mägdlein, deren Jungfrauen, deren verheirateten Weiber (jeweils 3).

### Neusiedler Rosenkranzbruderschaft
1671 lud die Neusiedler Rosenkranzbruderschaft die „Turner“ von Bruck an der Leitha ein, zu Fronleichnam die Prozessionsmusik mit ihren Instrumenten samt dem Pauker zu zieren. Zwei Jahre später zogen sie auch bei der Wallfahrt nach Kaisersteinbruch mit.

## Gegenreformation
Der römisch-katholische Pfarrer war verpflichtet, jährlich Buch zu führen, so 1715 Pfarrer Christian Eberl.. es befindet sich in hiesiger Pfarre keine zu diesem Gebot verpflichtete Person, welche die Österliche Beichte und Communion nicht verrichtet hätte. Es befindet sich hier kein Uncatholischer, außer einem Fleischhacker Knecht bey dem Valentin Paumann, Fleischhackermeister alda, welcher aber nicht des Willens allda zu verbleiben. Es ist hier niemand anzutreffen, welcher uncatholische Bücher bei sich hätte, oder leste, sondern alle unserer catholischen Lehre sich befleissigen, den Gottesdiensten, Predigten und Catechismo fleissig und emsig beiwohnen.

### Neue Orgel
Am 12. Juli 1795 erhielt Johann Gottfried Malleck, bürgerlicher Orgelbauer zu Wien, den Auftrag um eine neue Orgel mit zehn Registern und Pedal für die Kirche. Die Fassung erfolgte durch Johann Pauler, Vergolder zu Wien. Erstmals ist die Orgel am 19. April 1796 bei einem Pontifikalamt und einer gut besetzten Musik von Leopold Heldenmuth, Organist zu Heiligenkreuz, geschlagen worden.

### Brand

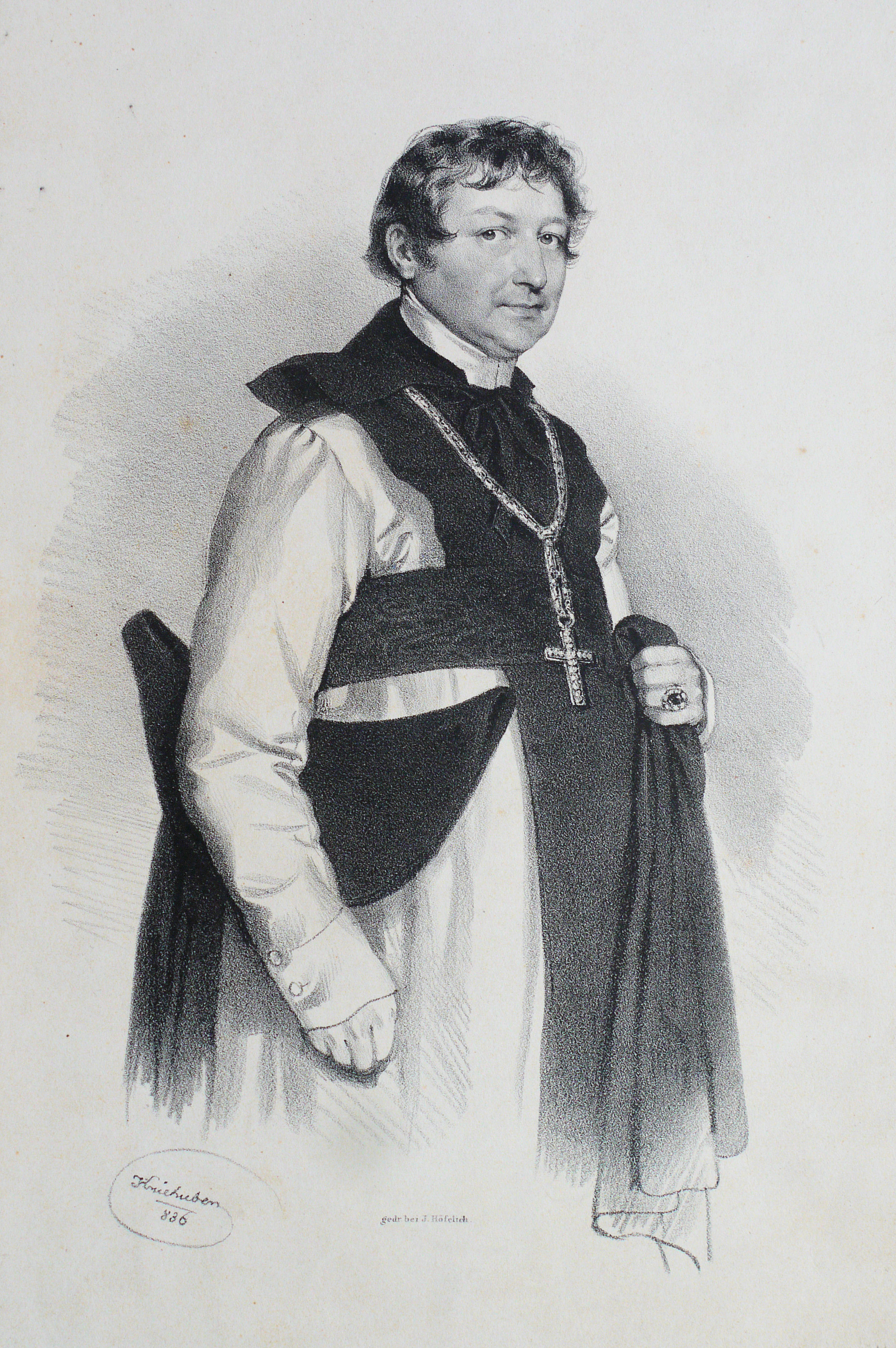
Abt Franziskus Seidemann

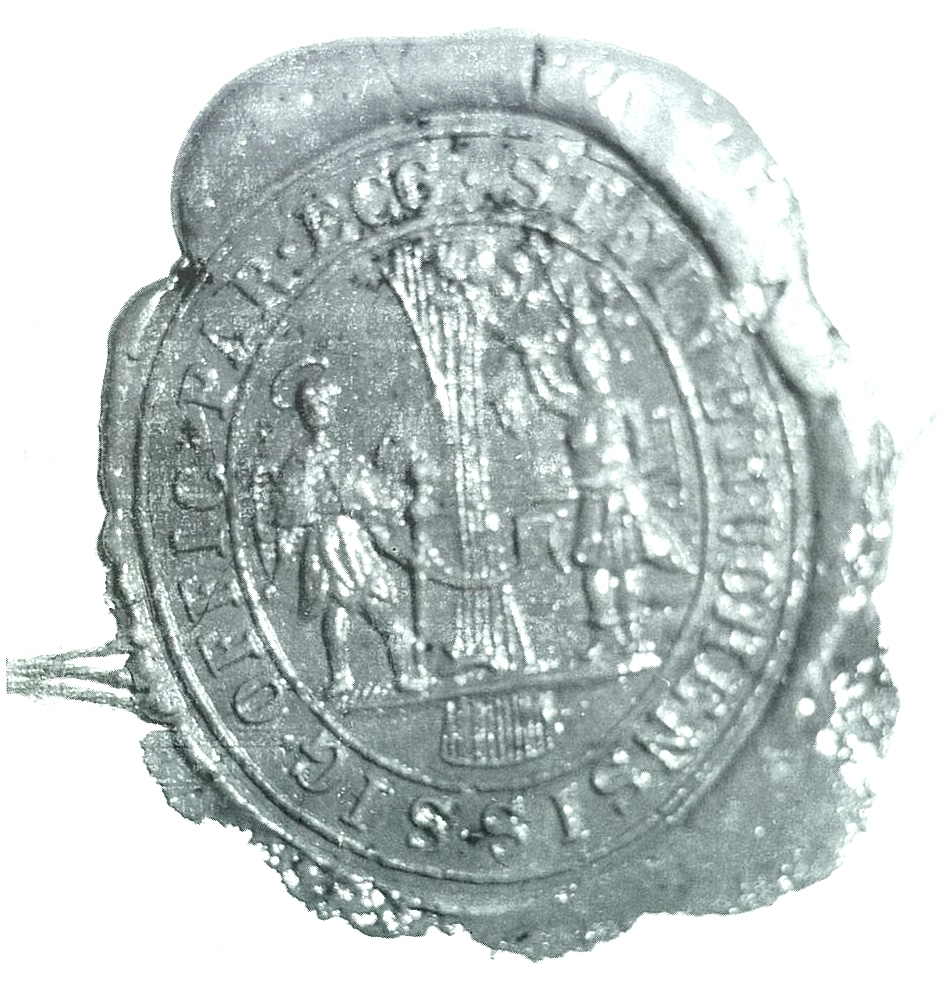
Siegel der Pfarre Steinbruch, 19. Jh.

Am 26. Juli 1814 entstand in Steinbruch eine Feuersbrunst, die 22 Häuser samt der Kirchen in die Aschen legt. 1825 erfolgte der Neubau der Türme. Dafür forderte der Zimmermann von Trautmannsdorf Johann Terglautschnig noch 1850 große Geldbeträge ein, er schrieb an das Stift .. nicht nur um mein bißerl Vermögen, bin ich in himmelschreiende Schulden versetzt, und um meine Existenz gekommen.

### „Franciscus“-Glocke
Zusammenfassung vom 1. November 1837: „Die ‚St. Maria‘-Glocke von 1726 fiel bei der Brandkatastrophe vom Turm und zerbrach. Das ehrsame Steinmetzhandwerk beschloss, diese Glocke wie früher auf ihre eigenen Kosten machen zu lassen. Diese Glocke wurde in Ödenburg von dem Glockengießer Zettenhofer (Friedrich Seltenhofer) umgegossen, dafür wurden bezahlt 403 fl 37 kr. Diese Glocke wurde am 8. November 1825 im allhiesigen Gotteshaus durch Herrn Abt Franz Xaver Seidemann als den Grundherrn eingeweiht und der Name Franciscus Xaverus beigelegt und daher Franciscus-Glocke genannt.“
„Das gesamte ehrsame Handwerk zahlte freiwillig 308 fl, die folgenden Steinmetzmeister Michael Gehmacher, Carl Gehmacher, Laurenz Pansipp, Johann Pansipp, Joseph Winkler (1784–1853), Michael Stockinger, Mathias Drexler, Franz Gehmacher, Anton Gehmacher, Philipp Perchthold bezahlten die abgängigen 96 fl.“

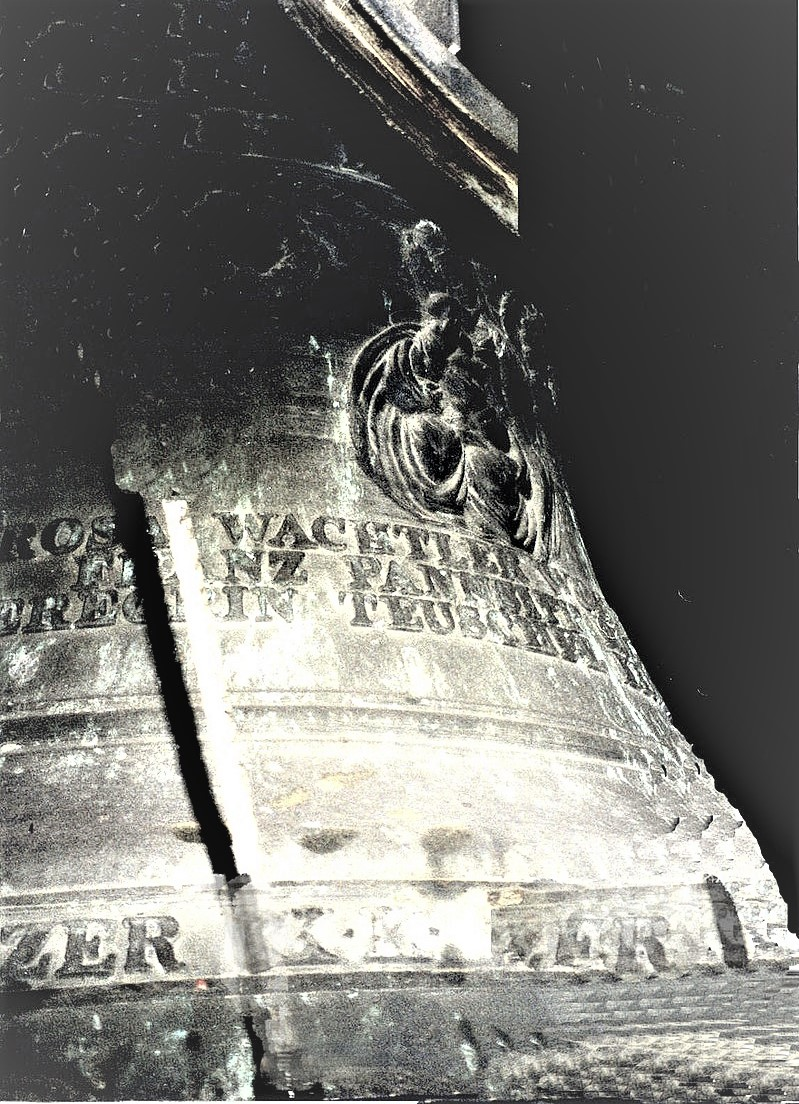
Hl. Dreifaltigkeits-Glocke

### „Hl. Dreifaltigkeit“-Glocke
ZU EHREN DER HL. DREIFALTIGKEIT – WIR RUFEN DIE DREIFALTIGKEIT MIT ALLEN HEILIGEN –
LASSET UNS ANBETEN UND NIEDERFALLEN VOR GOTT.
Die Anschaffung erfolgte unter dem Ludwig Schindler, Rosa Wachtler Wohltäterin, Franz Pansipp Richter, Peregrin Teuschl Kirchenvater. Diese letzte Kaisersteinbrucher Glocke wurde 1851 von Hilzer k.k. Hofglockengießer zu Wiener Neustadt gegossen.

## Gottesdienst an Sonn- und Feiertagen 1839
„Die Allerhöchsten Verordnungen Seiner geheiligten Majestät Kaiser Ferdinand I. werden wiederholend kundgemacht und jedermann ans Herz gelegt:“ (auszugsweise) ..
- „Sich keine Handwerksleute unterstehen, an Sonn- und Feiertagen ihr Gewerbe zu betreiben ..
- Dass in den meisten Orten alle Wirtshäuser und Schenken an Sonn- und Feiertagen schon vormittags mit Zechern überfüllt sind, und die Trinkgelage in den Wirtshäusern bis spät in die Nacht und öfters bis zum andern Morgen fortgesetzt werden .. demzufolge wird angeordnet, bis zur Endigung des nachmittägigen Gottesdienstes die Andacht der Besucher zu bewahren ..
- Von nun an streng verboten, an Sonn- und Feiertagen Wägen auf- oder abzuladen, jeder Fuhrmann soll einen Tag vor dem Feiertag laden.
- Kein Fuhrmann darf sich unterfangen, zu diesen Zeiten der Andacht seine Reise fortzusetzen. Darauf haben die Orts-Vorsteher ein wachsames Auge zu haben.“

Die Fronleichnamsprozession war seit dem Beginn das Hauptfest der Steinmetzen, bis zuletzt, mit dem Tragen der großen Zunftfahne, den genauen Kleidungsvorschriften bis zu den Glaceehandschuhen. (Zum Ende hin, in den 1930er Jahren, mussten die Jungen fast alle als Hilfskräfte auswärts arbeiten, einige wenige konnten im Blauen Bruch der Meister Amelin Arbeit finden, längst nicht mehr für Bausteine, sondern zur Schottergewinnung, die Steinmetzzeit war endgültig vorbei.)

## Verkauf und Zerstörung
1938, im Zusammenhang mit der Einverleibung Österreichs in das Deutsche Reich, wurde in Kaisersteinbruch die Absiedlung befohlen, das Kriegsgefangenenlager Stalag XVII A brauchte Platz, das Stift Heiligenkreuz verließ die hiesige Pfarre sofort und endgültig und Abt Gregor Pöck verkaufte das Kirchengebäude an die Deutsche Ansiedlungsgesellschaft um 75.000 Reichsmark. Die Apostologische Administration des Burgenlandes in Mattersburg ersuchte am 31. März 1939 den Abt um Bescheid, ob die Altäre der ehemaligen Pfarrkirche Kaisersteinbruch einer burgenländischen Pfarrkirche überlassen werden könnten, wenn diese die Kosten des Transports trägt. Der Hochaltar und der Hügel-Altar verblieben in der Kirche. Allerdings wurden zwei Seitenaltäre, ein Marienaltar 1732 von Hügel und sein Gegenüber, ein Josefsaltar, noch nach der Kirchweihe 1962 im Jahre 1969 nach Hundsheim und 1972 nach Wolfsthal verkauft.
Ab 1940 bis Kriegsende hielt Josef Franzl, Kaplan in Bruck an der Leitha, ebenhier Gottesdienste ab. Als Pfarr-Rektor von Kaisersteinbruch dokumentiert, durfte er – was eigentlich verboten war – mit französischen und polnischen Kriegsgefangenen in den Baracken Messen feiern. Bereits im Frieden 1945 hielt er hier mit den Soldaten vieler europäischer Länder „die Fronleichnamsprozession seines Lebens“ ab.
→ Kriegsgefangenenlager Kaisersteinbruch#Vollständige Räumung der Kirche

### Drei Glocken
Die letzten Jahre ihrer langen Geschichte schrieb Bürgermeister Josef Wolf 1962 in Gedichtform (auszugsweise)
- Neunzehnundvierzehn habens die große Glockn gnommen, eingeschmolzen und daraus gemacht Kanonen. Statt mit ihrem Klang uns zu erfreuen, mußte sie nun Tod und Feuer speien.
- Neunzehnhundertdreißig und neune, holten sie dann auch die ganz Kleine. Auch sie mußt statt hell zu erklingen, der Menschheit Schmerz und Leiden bringen.
- Neunzehnhundertvierzig und acht, hat man die Mittlere nach Sommerein gebracht. Von dort hört man sie tagtäglich schrein, „Holt mich doch endlich, ich will heim!“ …
- Heimgekehrt bist du am neunzehnten November Sechzig und zwei, durch Bischof László erfolgte die Kirchenweih. Und mit deinem ersten Glockenschlag erklang das „Tedeum-Laudamus“ als Lobgesang!

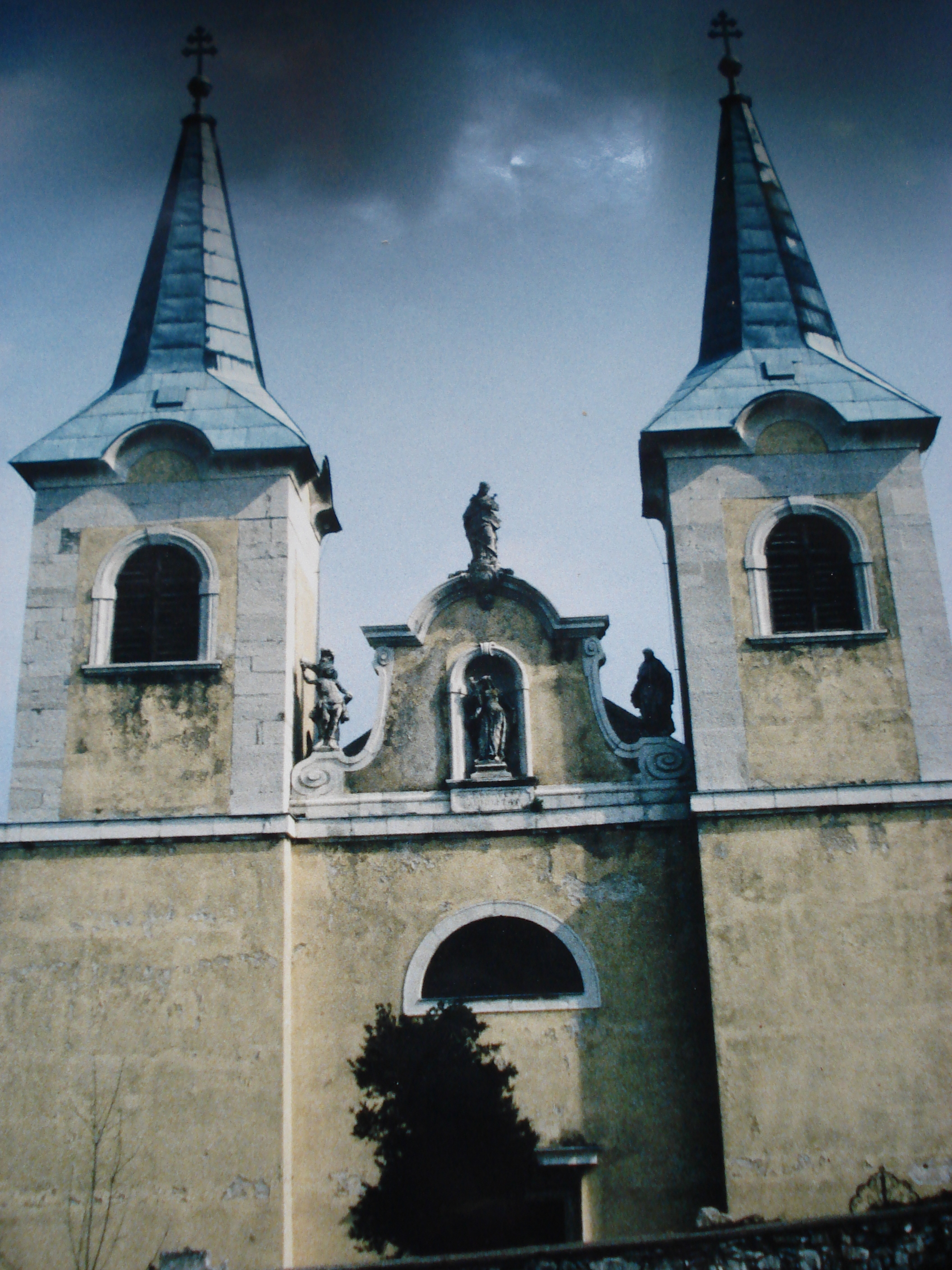
Vor der Restaurierung 1991

### Einfachste Restaurierung
Durch die Kriegsfolgen in den Jahren sowjetischer Besatzungszeit schwerst beschädigt, blieb nur noch eine Ruine. Ein Abriss wurde erwogen, die Diözese Eisenstadt als neuer Eigentümer entschloss sich zu einer einfachen Restaurierung, ohne den Denkmalschutz besonders zu beachten. Die erneute Kirchweihe erfolgte 1962, das Gotteshaus ist heute restauriert.
Seit 1971 ist Kaisersteinbruch Ortsteil von Bruckneudorf. Dieses verfügt über keinen eigenen Kirchenbau, ist Bruck an der Leitha, also der Erzdiözese Wien zugeteilt. Kaisersteinbruch mit der großen Kirche, aus seiner Steinmetzgeschichte begründet, ist heute Seelsorgestelle der Diözese Eisenstadt. Diese wurde in der Vergangenheit vom Pfarrer von Wilfleinsdorf oder vom Pfarrer von Bruck an der Leitha in der Erzdiözese Wien mitbetreut. Seit 2014 hat wieder die Diözese Eisenstadt die Zuständigkeit übernommen und den Pfarrer von Jois und Winden am See mit der Seelsorge in Kaisersteinbruch beauftragt.

### Vier erhaltene Altäre
Sie bestehen aus dem harten weißen Kaiserstein.

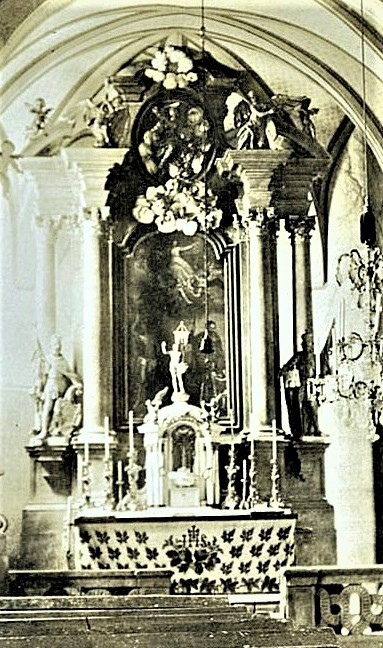
Steinmetzhandwerk 1720 Hochaltar. Foto 1924
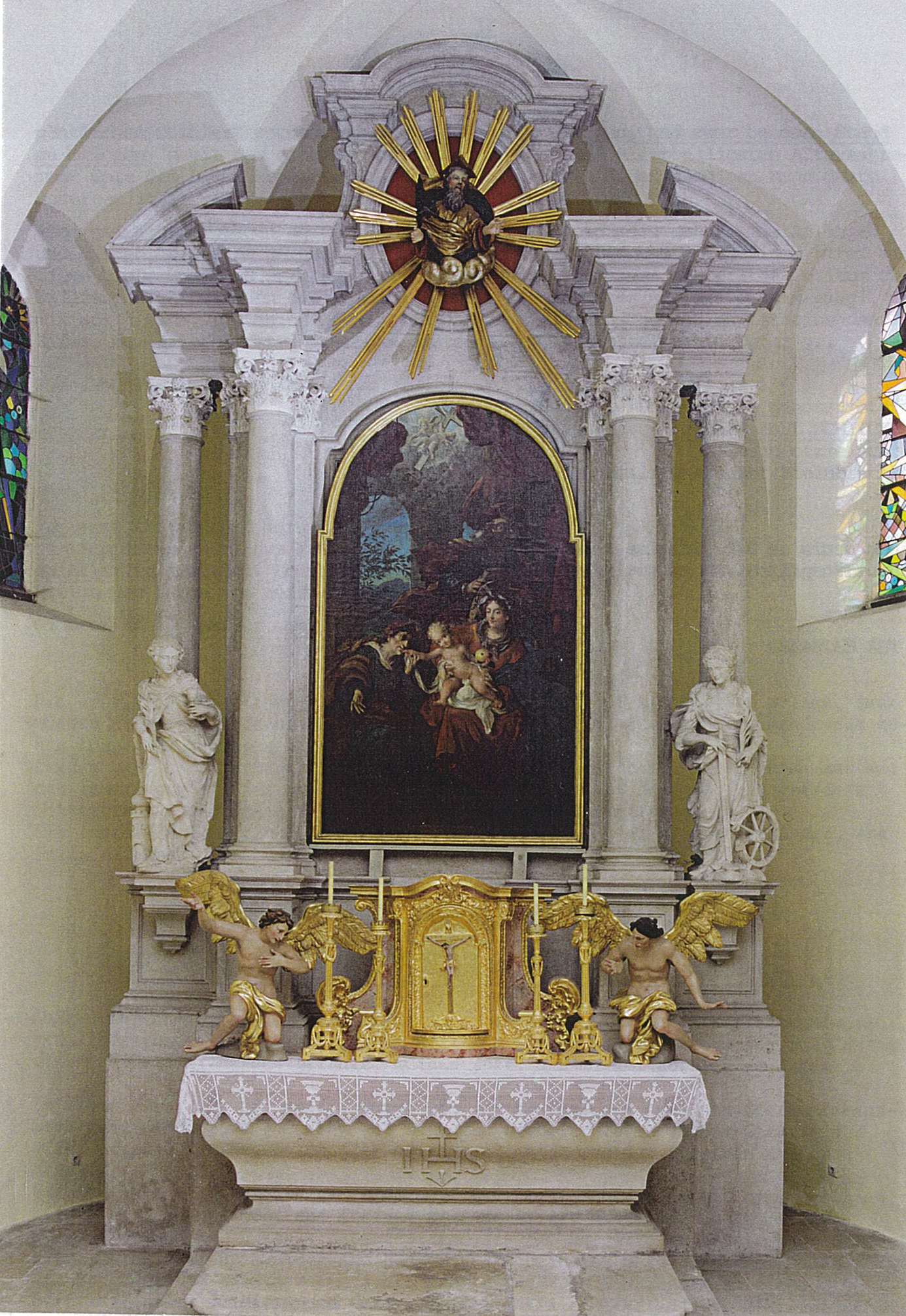
Nach Krieg 1995 „wieder erstanden“
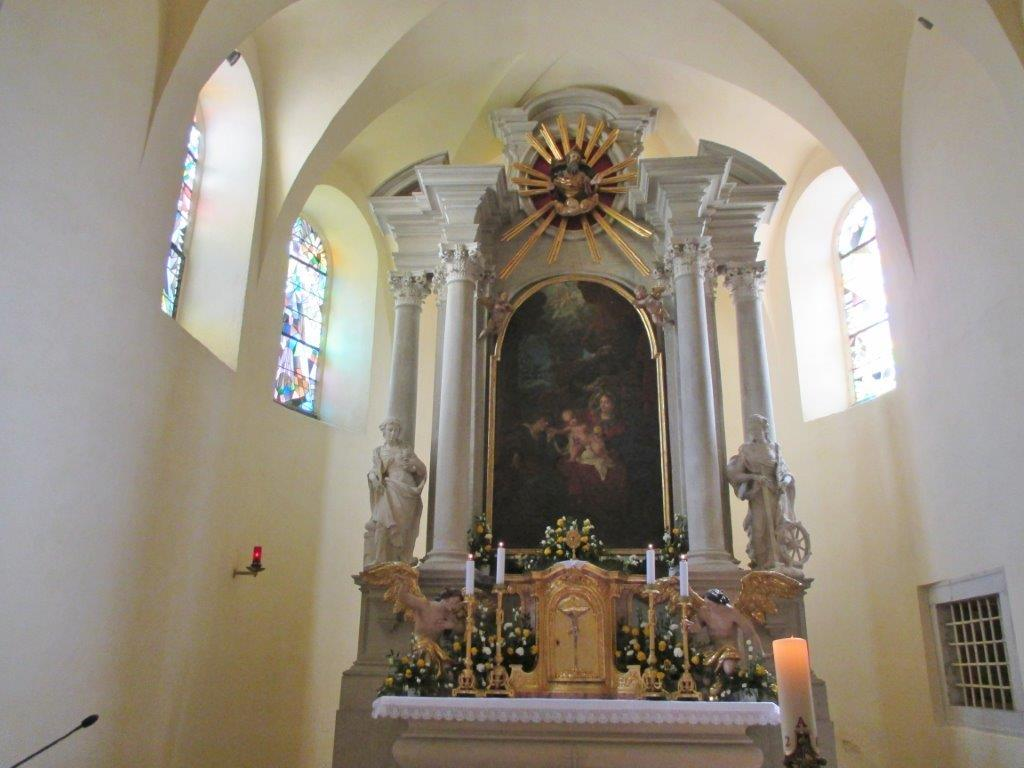
2016 mit den Putten in voller Zierde
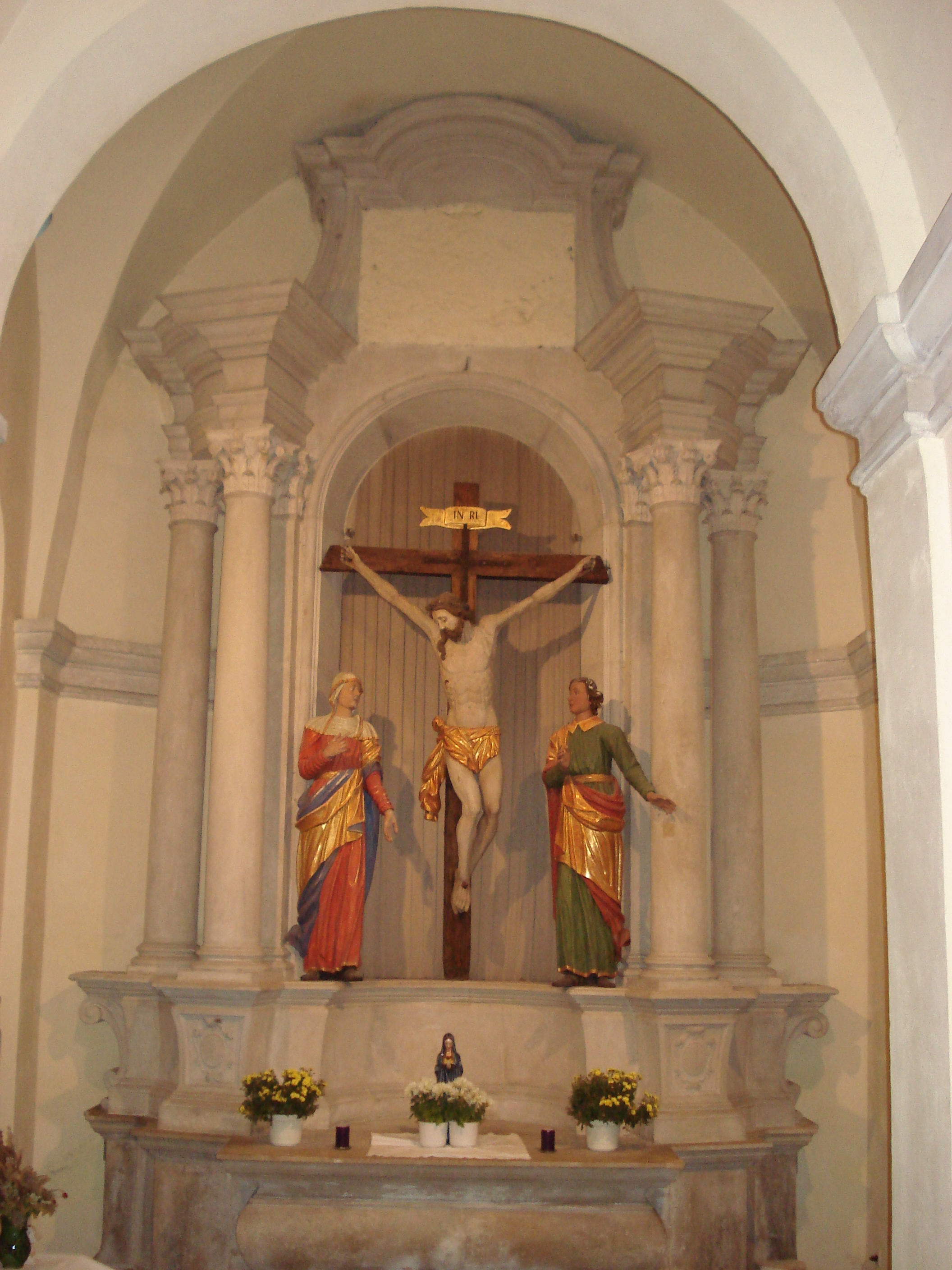
Hügel-Altar, 1738, mit Kreuzigungsgruppe des späten 19. Jh.
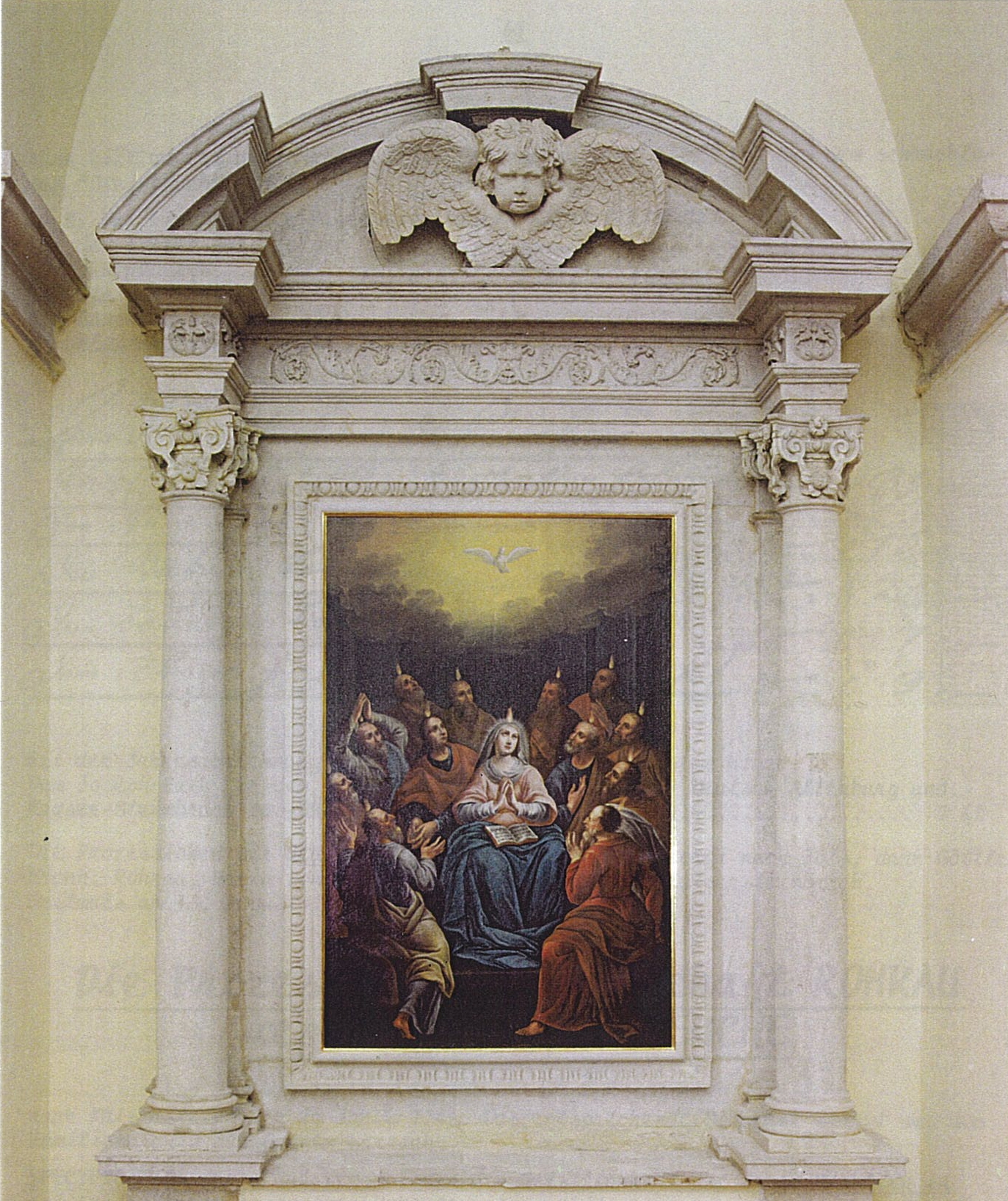
Regondi-Altar mit Bild „Pfingstwunder“
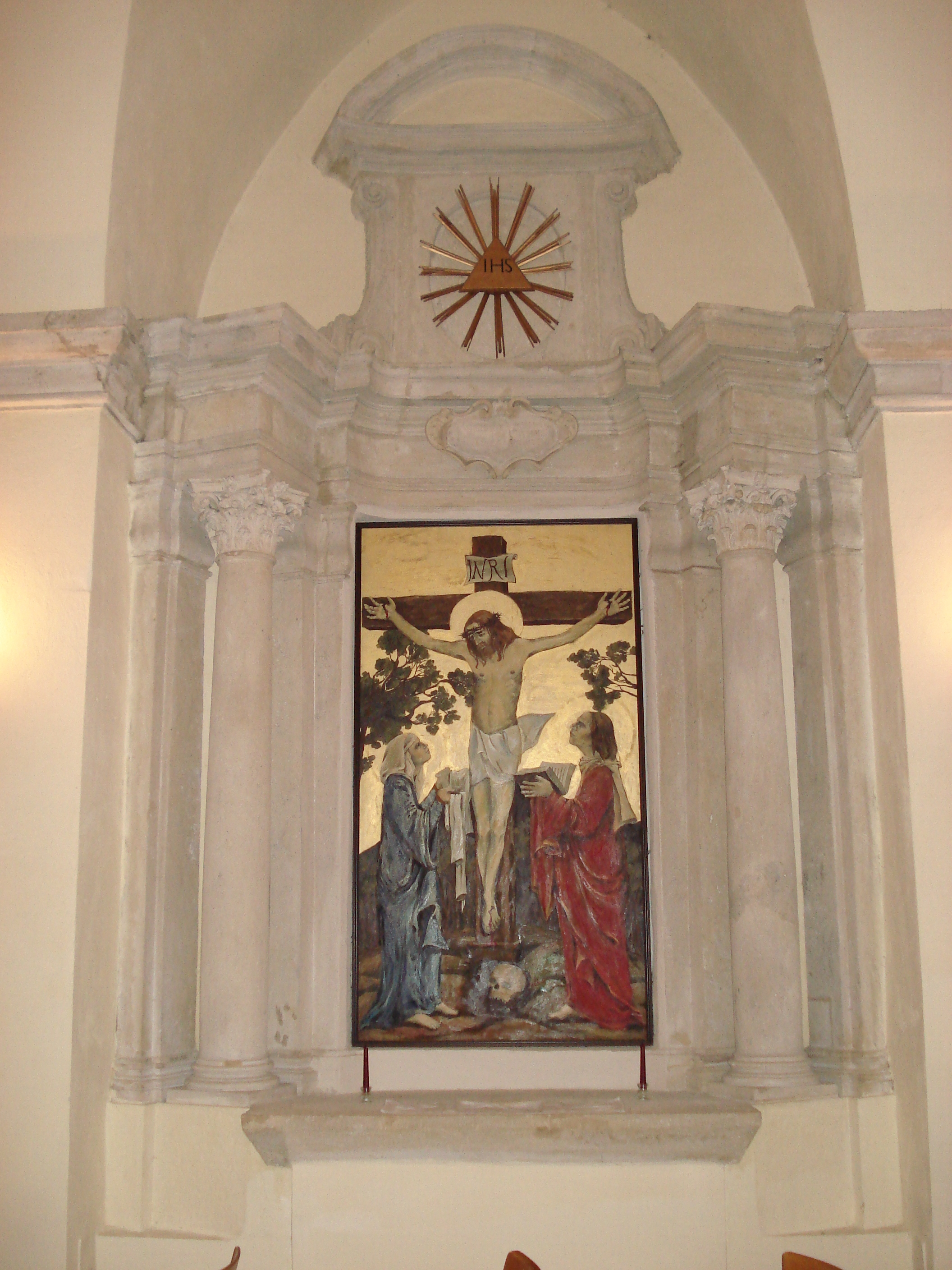
Pery-Altar, 1717 von Schilck restauriert

Kreuzweg-Weihe

### Kaisersteinbrucher Kreuzweg
Mit einer ökumenischen Feier wurde im Rahmen des Margaretha-Ruffinin-Symposiums am 1. Juli 1995, der neue, nunmehr vollständige Kreuzweg eingeweiht.  Die Festmesse zelebrierte Diözesanbischof Paul Iby und den Schlusssegen spendete der rumänische Metropolit Nicolae Serafim.
Der Bildhauer Alexandru Ciutureanu, rumänisch-orthodoxer Christ über sein Werk: Mich fasziniert das Material (Bronzeguss auf Steinrahmen) und das Licht. Die Kirche wird von der Sonne umkreist. Es ist sehr schön, wie die Strahlen der Sonne in der Kirche auf diese Kreuzweg-Reliefs fallen. Ich habe 47 Figuren in den 14 Stationen geschaffen. Diese Figuren – denke ich – können erzählen, was der Kreuzweg zu erzählen hat.
Die Finanzierung erfolgte zum größten Teil durch private Stifter, zusätzlich einer Subvention von Kulturkontakt Austria. Untenstehendes Bild zeigt als Zitat die Kreuzigung Christi.

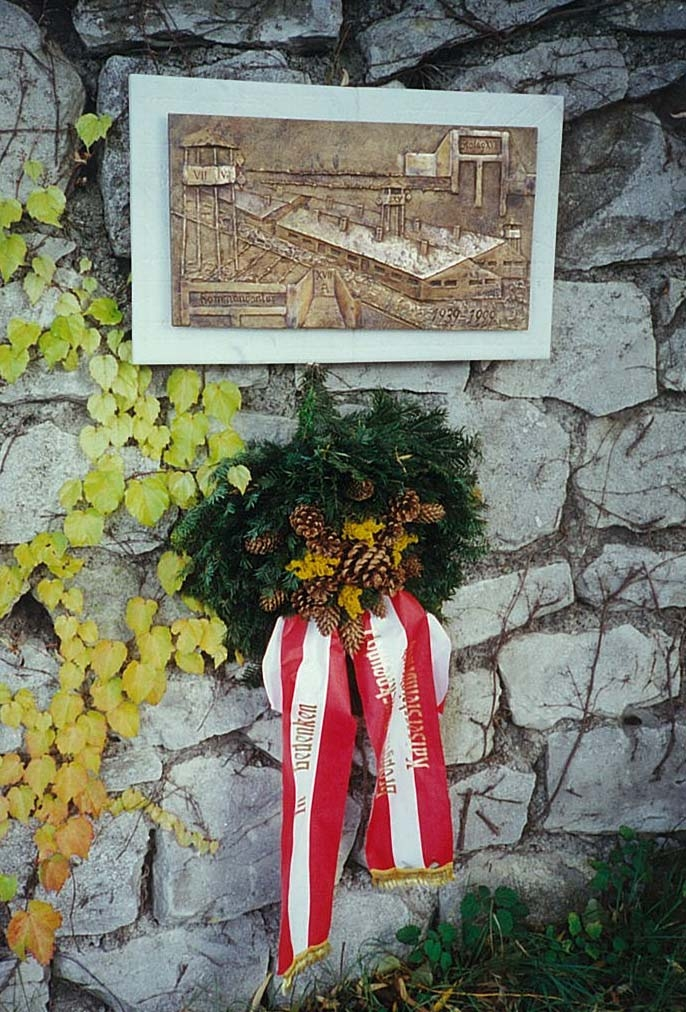
„Stalag XVII A“

### Weihe des BronzereliefsStalag XVII A
Der befohlenen Absiedlung des Ortes und der Errichtung des Kriegsgefangenenlagers Stalag XVII A mit all den schrecklichen Folgen (Lagerfriedhof) wurde am 28. November 1999 durch den Museums- und Kulturverein gedacht. Dazu wurde ein Bronzerelief des Lagers von dem rumänischen Bildhauer Alexandru Ciutureanu (1939–1999) durch mehrere Priester geweiht. Ein Fernsehteam von Radio Burgenland mit Redakteur Helmut Manninger befragte Zeitzeugen, berichtete vom Lagerfriedhof, Museum und dem Festakt in der Kirche. Die ökumenische Weihe erfolgte durch Pfarrer Josef Franzl, Joan Marin Malinas, Archimandrit der rumänisch unierten Kirche, Herbert Sojka, von der polnischen Kirche in Wien, Peter Okeke, Ortspfarrer aus Nigeria und Armin Cencic, evangelischer Pfarrer von Bruck an der Leitha.

### Feier der Kirchweihe vor 350 Jahren
Am 30. Juli 1652 weihte Abt Michael Schnabel die Kaisersteinbrucher Kirche (siehe oben). Der Museums- und Kulturverein Kaisersteinbruch bat Abt Gregor Henckel-Donnersmarck vom Stift Heiligenkreuz am 14. Juli 2002 dieser Weihe zu gedenken und sie zu erneuern. Im Sinne der zahlreichen dokumentierten Konflikte die durch einander gegebene Verzeihung zu Frieden und Harmonie führen. Am selben Tag wurden die Steinreliefs des 5. Europa-Symposiums Kaisersteinbruch präsentiert.

### „Apotheose des Elias Hügel“

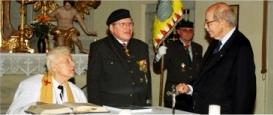
Europaandacht mit Pfarrer Josef Franzl, Otto von Habsburg

Der herausragendste Meister der Kaisersteinbrucher Steinmetzbruderschaft, Elias Hügel, starb 1755. Im Gedenken des 250. Todestages beauftragte der Museumsverein die Wiener akad. Malerin Raja Schwahn-Reichmann mit dem Ölgemälde Apotheose des Elias Hügel für die Kaisersteinbrucher Kirche. Die Präsentation und Weihe erfolgte am 26. Mai 2005, anlässlich des 8. Europa-Symposiums.
Bildbeschreibung: Elias Hügel wird als Freimaurer dargestellt. Er kämpfte für die Freiheit, für einige Rechte, wie die Wahl des Pfarrers, des Lehrers, des Wirts usw. und musste dafür auch die Folgen tragen. Die Brüderlichkeit mit den Mitmeistern der Kaisersteinbrucher Bruderschaft hatte er, obwohl oft federführend, ständig zu üben. Es gibt keine Vorlage über sein Aussehen, so hat sich die Künstlerin ein wenig am Kaiser Franz Stephan, Gemahl der Maria Theresia orientiert. Sein Meisterzeichen als Wappenschild, der Zirkel des Planzeichners, des Kirchenbaumeisters, wie die Windener, die Kaisersteinbrucher Kirche von ihm erweitert und barockisiert. Fünf Englein heben das Bild in eine geistige Ebene. Zuunterst der Stotzinger Marienaltar, sein komplett erhaltenes Alterswerk, darüber viele Pläne, auch seine Mitarbeit bei der Wiener Karlskirche, sein Steinmetzwerkzeug, das alles zur höheren Ehre Gottes. Schriftrolle: 1681 in Gemünden, Franconia geboren, heiratet hier 1706 Maria Elisabetha Trumlerin, geb. Ferrethin, wird Hof-Steinmetz von Karl VI., Wiener Karlskirche, Hofburg und zuletzt 1749–1750 Stotzinger Marienaltar. † 22. August 1755. Zuoberst hält ihm ein Englein den Lorbeerkranz hin, für ein künstlerisch reiches Leben.

## Einsiedelei „Maria Schnee“

Abt Robert Leeb

In den Jahren 1732 bis 1745 lebte neben der Pfarrkirche von Kaisersteinbruch die Einsiedlerin Maria Kießlin, die eine Kapelle mit einem Bild „Maria Schnee“ betreute. Eine ansehnliche Stiftung der Perückenmacherin Maria Magdalena Diebergerin aus Wien von 600 Gulden war für die Erhaltung dieser Andachtsstätte errichtet worden. Die Zinsen fielen der Einsiedlerin zu. Nach einer harten Auseinandersetzung zwischen dieser und Abt Robert Leeb musste die Frau das Feld räumen.
Schreiben des Abtes am 2. April 1746: Einsiedelei in Steinbruch .. Es ist ein altes Sprichwort, dass wann man mit Weibern anfangt, man mit Ehren und ohne Schande nicht von ihnen kommt. Dies musste ich erfahren von der Einsiedlerin .. ich hätte mit ihr, ihrer Clausen und Capellen nichts zu schaffen .. Die Einsiedlerin wurde dann im Wald nördlich von Eisenstadt (wo heute die Gloriette steht) angesiedelt. Diese Clause ist dokumentiert von 1748 bis 1773.
1747 ist eine Einsiedelei in Steinbruch nachweisbar. Pater Adalbert Winkler schreibt in seinem Buch, dass „ein gewisser Regondi (Johann Baptist Regondi)“ diese Einsiedelei habe errichten lassen. Der erste Bewohner war Bruder Conrad Link, der 1715 geboren wurde und 1742 seine Einsiedlerprofess machte. Im Jahr 1743 war er in der Clause zu Raab, etwa von 1745 an bis 1752 blieb er in Steinbruch. Sein Nachfolger wurde Bruder Crispin Millberger. Für ihn war das der erste Posten. 1770 erhielt er laut Waldrechnung der Gutsverwaltung Königshof „200 Bürtl Holz“. Er blieb bis zu seinem Tod am 11. Oktober 1780 und wurde beim Eingang der Sakristei, an der linken Seite der Kapelle begraben.

## Grabplatten

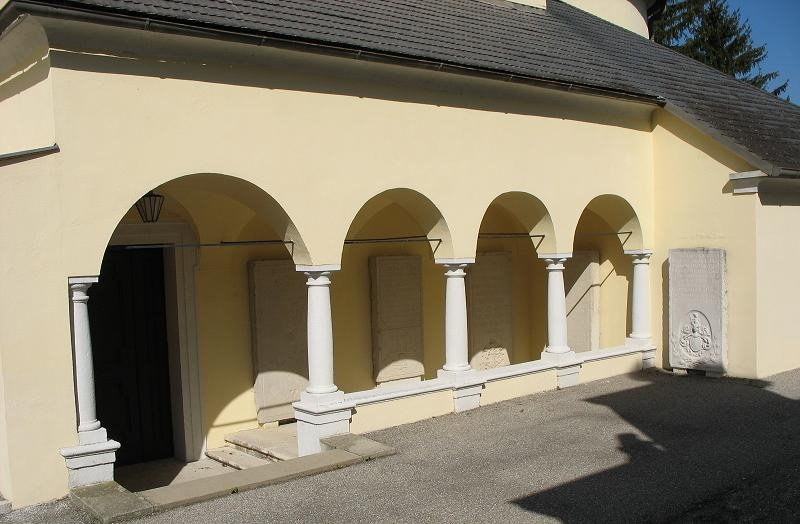
Arkaden mit den Grabplatten der Familie Regondi und Martin Trumler (rechts)

Aus dem harten, weißen Stein wurden Epitaphe in den Kirchenboden verlegt. Beginnend mit 1620 gestalteten die Steinmetzmeister für sich selbst, ihre Ehefrauen und Kinder, für einige Pfarrherrn und einen besonderen Gesellen Grabdenkmäler in der Kirche.

## Archivalien
- Stadtarchiv Wiener Neustadt: Steinmetzakten.
- Stift Heiligenkreuz Archiv, Rubrik 51 Kaisersteinbruch, f11 Kirche Alte Zechrechnungen ab 1619, Kirchenrechnungen ab 1685, Gottesdienstordnung.
- Gräfl. Harrachsches Familienarchiv
- Archiv Kaisersteinbruch
- Diözesanarchiv, Pfarrakten Wilfleinsdorf